# Бидони
Бидонѝ (на италиански: Bidonì; на сардински: Bidonìu, Бидониу) е село и община в Южна Италия, провинция Ористано, автономен регион и остров Сардиния. Разположено е на 250 m надморска височина. Населението на общината е 150 души (към 2010 г.).